# Ḥadīth
Il ḥadīth (in arabo حديث‎?,, plurale in arabo أحاديث‎?, aḥādīth) è una tradizione (letteralmente "racconto") di valore giuridico e religioso, spesso collegato alla vita e alle opere del profeta dell'Islam Maometto.
In genere si tratta di un singolo aneddoto di alcune righe sulla vita di Maometto, ma ha un significato molto più importante perché è parte costitutiva della cosiddetta Sunna, la seconda fonte della Legge islamica (shari'a) dopo lo stesso Corano. Esistono milioni di aḥādīth, classificati per isnād (catena di trasmissione) ed affidabilità. La collezione della totalità dei singoli aḥādīth costituisce appunto la Sunna.
I dotti musulmani hanno definito il hadith/({حديث}) "quello che Muhammad ha detto, ha fatto o visto che qualcuno stava facendo qualcosa, quindi con il suo silenzio lo ha approvato e non ha avvertito la persona in questione".

## Teologia
Secondo i musulmani il Corano sarebbe stato dettato a Maometto dall'arcangelo Gabriele.
Dunque se ne dovrebbero evitare interpretazioni troppo libere che potrebbero portare il fedele a travisare i comandamenti divini e quindi a peccare e a meritare la collera divina. I musulmani tuttavia sono perfettamente coscienti che il Corano è tutt'altro che facile da capire: sebbene sia scritto in "arabo chiaro", "parla per parabole" (sūra XXXIX: versetti 27 e 28) ed è dunque da interpretare, cercando di evitare di volare con la fantasia.
A surrogare il Corano, acquistò prestissimo grande significato quello che Maometto faceva, diceva, oppure non faceva o non diceva quando interrogato su un quesito di fede, di opere o di liturgia. Maometto, ritenuto il migliore interprete della volontà divina (perché ineffabilmente ispirato), diveniva così il modello di riferimento dei suoi contemporanei e delle generazioni future di musulmani. La tradizione narrativa (cioè orale) riferita a Maometto e, in seguito, anche ai suoi Compagni (Ṣaḥāba) o a qualcuno dei Seguaci (Tābiʿūn) - costituenti cioè i più autorevoli musulmani delle generazioni successive a quella del Profeta e dei Compagni - acquistava pertanto valore di legge, sempre che mancasse un esplicito passaggio coranico a ordinare o vietare qualcosa.
Va da sé che la malintesa pietas di alcuni musulmani (anche contemporanei di Maometto, come Abu Hurayra) ha generato in passato una gran massa di tradizioni false e inaffidabili ed è fin dal II-III secolo dell'Egira che il mondo degli studiosi musulmani è assai seriamente impegnato nella difficile opera della cernita di ciò che nella immensa massa dei aḥādīth è vero (o il credibile, o affidabile) da ciò che è giudicato falso (o incredibile, o inaffidabile). Aysha, moglie del Profeta, fu la persona che visse più a lungo con Maometto dopo l'Egira, fino al letto di morte, e lei è ritenuta la fonte diretta del maggiore numero di adith (2120).
Strutturalmente un ḥadīth è composto da una catena di trasmettitori-garanti (in arabo isnād, ovvero "sostegno") che risale indietro nel tempo, formando una silsila (catena) che si allaccia al primo trasmettitore della tradizione. Il trasmettitore può essere un Compagno che l'ha ricevuta dal Profeta o un musulmano che l'abbia ascoltata da un Seguace o, talora, da qualche credente di grande rinomanza delle successive generazioni. L'isnād si presenta all'incirca con il seguente schema: «Ho ascoltato Tizio che ha detto a Caio che Sempronio aveva udito... Muhammad dire: "..."». All'isnād segue il vero e proprio contenuto della narrazione (il matn).
Per distinguere le tradizioni autentiche da quelle false (magari anche con intenti pii, per ovviare a un silenzio coranico su una determinata fattispecie) si poteva ricorrere a un'indagine di tipo genealogico. Si esaminava cioè se un trasmettitore aveva o meno una buona nomea, una buona memoria o un'effettiva conoscenza o frequentazione del trasmettitore portatore della tradizione. Questo studio si chiama "scienza degli uomini" (ʿilm al-rijāl), a cui si affianca una disciplina di studio relativa al contenuto della tradizione, per vedere che essa non sia per esempio illogica, incoerente o palesemente impossibile.
Le tradizioni giuridiche furono raccolte in libri, organizzati dapprima per argomento (tali da essere senz'altro più sfruttabili da parte dei giudici dei tribunali sciaraitici) e che si articolavano in rubriche quali, per esempio, "matrimonio", "divorzio", "compravendita", "preghiera canonica" e così via. In questi casi i libri erano chiamati Sunan. Altri testi si organizzavano in base ai nomi dei trasmettitori, e venivano chiamati Musnad per il fatto, appunto, di studiare l'isnād. Tra tutti il più famoso è quello composto da Aḥmad b. Ḥanbal, fondatore della scuola teologica e giuridica del hanbalismo.
In genere si indicano Sei libri (al-kutub al-sitta) che conterrebbero le tradizioni giuridico-teologiche più affidabili e importanti. A volte se ne indicano quattordici o più. Fra i Sei libri si indicano per eccellenza il Ṣaḥīḥ (Il [libro] sano) di Bukhari e l'omonima opera di Muslim b. al-Ḥajjāj. Gli altri quattro sono i Sunan di Ibn Māja, di al-Nasāʾī, di al-Tirmidhī; e di Abū Dāwūd al-Sījistānī.
Esistono aḥādīth sunniti, sciiti, zayditi, kharigiti e di altre correnti minoritarie islamiche. In particolare gli sciiti leggono con grande venerazione una raccolta di sentenze e sermoni di 'Ali
Esistono raccolte particolari di c. d. ḥadīth qudsī in cui cioè il Profeta riferisce parole di Allah che non furono raccolte nel Corano; anche la sīra (letteralmente: vita) è un genere particolare di ḥadīth organizzati in modo da fornire una biografia della vita terrena del Profeta. Esistono anche ḥadīth sciiti di ʿAlī ibn Abī Ṭālib, il genero del profeta e quarto califfo.